# Groenlaren
Groenlaren is een gehucht in de Belgische gemeente Lummen. Het ligt ten noorden van het centrum van Lummen, in de vallei van de Laambeek.

## Geschiedenis
Op de Ferrariskaart uit de jaren 1770 is de plaats aangeduid als het gehucht Groenlaeren.

## Bezienswaardigheden
Aan de Groenlarenstraat 26 bevindt zich de Paterswinning, een boerderijcomplex dat teruggaat tot de 18e eeuw. Ten noordwesten van Groenlaren is er een moerasgebied, met het natuurgebied Vallei van de Zwarte Beek.

## Cultuur
Groenlaren kent enig verenigingsleven. Zo is er, samen met het nabijgelegen Geneiken, een schuttersgilde, gewijd aan het Heilig Sacrament.